# Kleidocerys virescens
Kleidocerys virescens är en insektsart som först beskrevs av Fabricius 1794.  Kleidocerys virescens ingår i släktet Kleidocerys och familjen fröskinnbaggar. Inga underarter finns listade i Catalogue of Life.